# 大学病院前停留場 (宮城県)
大学病院前停留場（だいがくびょういんまえていりゅうじょう）は、かつて宮城県仙台市（現在の同市青葉区）支倉町・星陵町にあった仙台市交通局（仙台市電）の停留場である。

## 概要
大学病院前交差点（北四番丁通りと西公園通りの交点）付近に位置し、循環線と八幡町線の分岐駅となっていた。

## 駅周辺
- 東北大学医学部附属病院
- 大学病院前バス停（仙台市営バス）

## 歴史
- 1928年3月28日 - 循環線全線開通（県庁市役所前停留場 - 当駅）により開業
- 1939年7月14日 - 八幡町線当駅 - 厚生病院前停留場間開通
- 1976年4月1日 - 全線廃線により廃駅

## 隣の駅
仙台市電
循環線
交通局前停留場 - 大学病院前停留場 - 木町通二丁目停留場
八幡町線
大学病院前停留場 - 厚生病院前停留場